# Cressonomyia aeonigra
Cressonomyia aeonigra är en tvåvingeart som först beskrevs av Friedrich Hermann Loew 1878.  Cressonomyia aeonigra ingår i släktet Cressonomyia och familjen vattenflugor. Inga underarter finns listade i Catalogue of Life.